# Therry Racon
Therry Norbert Racon (ur. 1 maja 1984 w Villeneuve-Saint-Georges) – gwadelupski piłkarz występujący na pozycji pomocnika.

## Kariera
Racon urodził się we Francji w rodzinie pochodzenia gwadelupskiego. Zawodową karierę rozpoczynał w 2003 roku w klubie Olympique Marsylia z Ligue 1. W tych rozgrywkach zadebiutował 1 maja 2004 roku w przegranym 0:1 pojedynku z FC Metz. Było to jednak jedyne ligowe spotkanie rozegrane przez niego w barwach Olympique. Sezon 2004/2005 spędził na wypożyczeniu w FC Lorient występującym w Ligue 2. W tym czasie wystąpił tam w 28 meczach i zdobył 3 bramki.
W 2005 roku podpisał kontrakt z En Avant Guingamp (Ligue 2). Pierwszy ligowy mecz zaliczył tam 29 lipca 2005 roku przeciwko ekipie CS Sedan (1:1). W ciągu 2 lat w barwach Guingamp rozegrał 29 spotkań.
W 2007 roku Racon trafił do angielskiego Charltonu Athletic z Championship. W tych rozgrywkach zadebiutował 1 września 2007 roku w wygranym 1:0 spotkaniu z Crystal Palace. W 2008 roku, od marca do kwietnia, przebywał na wypożyczeniu w Brighton & Hove Albion. Potem powrócił do Charltonu. 25 listopada 2008 roku w przegranym 1:2 pojedynku z QPR strzelił pierwszego gola w Championship. W 2009 roku spadł z klubem do League One.
1 lipca 2011 roku przeszedł na zasadzie wolnego transferu do Millwall.
| Sezon   | Klub                   | Kraj    | Rozgrywki    | Mecze | Bramki |
| ------- | ---------------------- | ------- | ------------ | ----- | ------ |
| 2003/04 | Olympique Marsylia     | Francja | Ligue 1      | 1     | 0      |
| 2004/05 | FC Lorient             | Francja | Ligue 2      | 28    | 3      |
| 2005/06 | En Avant Guingamp      | Francja | Ligue 2      | 14    | 0      |
| 2006/07 | En Avant Guingamp      | Francja | Ligue 2      | 15    | 0      |
| 2007/08 | Charlton Athletic      | Anglia  | Championship | 4     | 0      |
| 2007/08 | Brighton & Hove Albion | Anglia  | League One   | 8     | 0      |
| 2008/09 | Charlton Athletic      | Anglia  | Championship | 19    | 3      |
| 2009/10 | Charlton Athletic      | Anglia  | League One   | 36    | 1      |
| 2010/11 | Charlton Athletic      | Anglia  | League One   | 41    | 3      |
| 2011/12 | Millwall               | Anglia  | Championship | 0     | 0      |
| 2012/13 | Millwall               | Anglia  | Championship | 1     | 0      |
| 2012/13 | Portsmouth (wyp.)      | Anglia  | League One   | 16    | 0      |

## Kariera reprezentacyjna
W 2011 roku Racon został powołany do reprezentacji Gwadelupy na Złoty Puchar CONCACAF 2011.